# Eleição municipal do Crato em 2004
A eleição municipal de 2004 em Crato aconteceu em 3 de outubro de 2004, com o objetivo de eleger prefeito e vice-prefeito da cidade e membros da Câmara de Vereadores.
O prefeito titular era Walter Peixoto, do PMDB, que, por estar em primeiro mandato, se encontrava apto á concorrer a reeleição. Cinco candidatos concorreram à prefeitura do Crato. Samuel Araripe, do PSDB,  foi eleito com 37,03% dos votos.

## Candidatos
Nota: a tabela a seguir está organizada por ordem alfabética de candidatos.
| Prefeito(a)     | Prefeito(a) | Prefeito(a) | Vice-prefeito(a)  | Vice-prefeito(a) | Vice-prefeito(a) | Coligação                                                   | Nº |
| Candidato(a)    | Partido     | Partido     | Candidato(a)      | Partido          | Partido          | Coligação                                                   | Nº |
| --------------- | ----------- | ----------- | ----------------- | ---------------- | ---------------- | ----------------------------------------------------------- | -- |
| Samuel Araripe  |             | PSDB        | Fabiola Alencar   |                  | PP               | "União Pelo Crato" (PSDB / PP / PSL / PTN / PFL / PTC / PV) | 45 |
| Sineval Roque   |             | PRP         | Zé Adega          |                  | PDT              | "Frente Pelo Crato (PRP / PDT / PRTB / PMN / PTdoB)         | 44 |
| Walter Brito    |             | PPS         | Israel Baldeliano |                  | PPS              | Sem coligação                                               | 23 |
| Walter Peixoto  |             | PMDB        | Adriano Parente   |                  | PTB              | "Crato Cada Vez Melhor" (PMDB / PTB / PL / PHS)             | 15 |
| Zuleide Queiroz |             | PSTU        | Samuel Brito      |                  | PSTU             | Sem coligação                                               | 16 |

## Resultados

### Prefeito
| Partido | Partido | Candidato        | Votos  | Votos (%) |
| ------- | ------- | ---------------- | ------ | --------- |
|         | PSDB    | Samuel Araripe   | 21 103 | 37,03%    |
|         | PMDB    | Walter Peixoto   | 20 130 | 35,33%    |
|         | PRP     | Sineval Roque    | 11 209 | 19,67%    |
|         | PT      | Valdetário Brito | 3 566  | 6,26%     |
|         | PPS     | Walter Brito     | 688    | 1,21%     |
|         | PSTU    | Zuleide Queiroz  | 288    | 0,51%     |
| Totais  | Totais  | Totais           | 56 984 |           |
| Fonte:  |         |                  |        |           |

### Vereadores eleitos
| Candidato(a)     | Partido | Votação     | Votação |
| Candidato(a)     | Partido | Porcentagem | Total   |
| ---------------- | ------- | ----------- | ------- |
| Tavares          | PL      | 2,65%       | 1.582   |
| Dede Da Granja   | PL      | 2,25%       | 1.345   |
| Guer             | PSDB    | 2,15%       | 1.285   |
| Darcio Luiz      | PSDB    | 2,06%       | 1.233   |
| Professor Gilson | PL      | 1,96%       | 1.171   |
| Panca            | PMDB    | 1,82%       | 1.085   |
| Dega             | PMDB    | 1,70%       | 1.018   |
| André Barreto    | PV      | 1,65%       | 988     |
| Aparecido        | PMDB    | 1,61%       | 963     |
| Jales Velloso    | PMN     | 1,53%       | 915     |
| Florisval        | PP      | 1,46%       | 870     |